# Bare Bones (Bryan Adams)
Bare Bones è un album acustico registrato dal cantautore canadese Bryan Adams, pubblicato nel 2010; è un progetto live composto da venti canzoni, per festeggiare trent'anni di carriera.
Il cd è il risultato di due anni e mezzo di concerti acustici tutti sold out, proposti soprattutto in molti teatri di città statunitensi. Nel booklet compaiono registrazioni effettuate nelle date di Concord, Providence, Binghamton, Orono e Williamsport. Ad accompagnare al pianoforte il cantautore, compare il membro della sua band Gary Breit.
| Recensione | Giudizio |
| ---------- | -------- |
| AllMusic   | [ 3 ]    |

## Lista canzoni
| Canzone                                     | Musica                          | Luogo                                                               | Durata |
| ------------------------------------------- | ------------------------------- | ------------------------------------------------------------------- | ------ |
| You've Been a Friend to Me                  | Bryan Adams, Gretchen Peters    | Capitol Center for the Arts, 9 giugno 2010, Concord                 | 3:16   |
| Here I Am                                   | Adams, Peters, Hans Zimmer      | Anderson Hall, 14 giugno 2010, Binghamton                           | 3:47   |
| I'm Ready                                   | Adams, Jim Vallance             | Anderson Hall, 14 giugno 2010, Binghamton                           | 4:02   |
| Let's Make a Night to Remember              | Adams, Robert John "Mutt" Lange | Maine Center for the Arts, 10 giugno 2010, Orono                    | 3:47   |
| It Ain't a Party (If You Can't Come 'Round) | Adams, Lange                    | Weinberg Center for the Arts, 15 giugno 2010, Frederick             | 3:10   |
| (Everything I Do) I Do It for You           | Adams, Lange, Michael Kamen     | Sentrum Scene, 27 maggio 2010, Oslo                                 | 5:21   |
| Cuts Like a Knife                           | Adams, Vallance                 | Anderson Center for the Performing Arts, 14 giugno 2010, Binghamton | 4:43   |
| Please Forgive Me                           | Adams, Lange                    | Anderson Center for the Performing Arts, 14 giugno 2010, Binghamton | 3:48   |
| Summer of '69                               | Adams, Vallance                 | Weinberg Center, 15 giugno 2010, Frederick                          | 4:12   |
| Walk on By                                  | Adams, Vallance                 | Anderson Center for the Performing Arts, 14 giugno 2010, Binghamton | 2:44   |
| Cloud Number Nine                           | Adams, Peters, Max Martin       | Sentrum Scene, 27 maggio 2010, Oslo                                 | 3:48   |
| It's Only Love                              | Adams, Vallance                 | Weinberg Center, 15 giugno 2010, Frederick                          | 3:33   |
| Heaven                                      | Adams, Vallance                 | Anderson Center for the Performing Arts, 14 giugno 2010, Binghamton | 4:12   |
| The Right Place                             | Adams, Vallance                 | Anderson Center for the Performing Arts, 14 giugno 2010, Binghamton | 2:54   |
| The Way You Make Me Feel                    | Adams, Phil Thornalley          | Sentrum Scene, 27 maggio 2010, Oslo                                 | 3:08   |
| The Only Thing That Looks Good on Me Is You | Adams, Lange                    | Sentrum Scene, 27 maggio 2010, Oslo                                 | 2:50   |
| You're Still Beautiful to Me                | Adams, Lange                    | Anderson Center for the Performing Arts, 14 giugno 2010, Binghamton | 4:12   |
| Straight from the Heart                     | Adams, Kagna                    | Veterans Memorial Auditorium, 11 giugno 2010, Providence            | 3:24   |
| I Still Miss You... A Little Bit            | Adams, Vallance                 | Weinberg Center, 15 giugno 2010, Frederick                          | 3:30   |
| All for Love                                | Adams, Lange, Kamen             | Community Arts Center, 16 giugno 2010, Williamsport                 | 3:16   |

## The Bare Bones Tour
È il tour musicale a supporto dell'album Bare Bones pubblicato il 16 novembre 2010; ha continuità con il precedente 11 Tour / Acoustic Show include date per il Waking Up The Neighbours 20th Anniversary Tour 2011-2014.

## Musicisti
- Bryan Adams - Chitarra acustica, Armonica a bocca
- Gary Breit - Pianoforte

## Personale tecnico
- Ben Dobie - Registrazione
- Bob Clearmountain - Missaggio
- Jody Perpick - Ingegnere del suono

## Classifiche
| Classifica (2010–2011) | Posizione massima |
| ---------------------- | ----------------- |
| Germania               | 28                |
| Australia              | 38                |
| Austria                | 19                |
| Belgio (Fiandre)       | 78                |
| Spagna                 | 66                |
| Paesi Bassi            | 52                |
| Portogallo (AFP)       | 6                 |
| Regno Unito            | 35                |
| Regno Unito (download) | 27                |
| Regno Unito (physical) | 36                |
| Scozia                 | 32                |
| Svizzera               | 20                |